# Goniospiridae
Goniospiridae zijn een uitgestorven familie van weekdieren uit de klasse van de Gastropoda (slakken).

## Taxonomie
Het volgende geslacht is bij de familie ingedeeld:
- † Goniospira Cossmann, 1895[1]